# Sasha e il Polo Nord
Sasha e il Polo Nord (Tout en haut du monde) è un film d'animazione francese del 2015 diretto da Rémi Chayé, al suo lungometraggio d'esordio. Il film è ambientato nella Russia di fine Ottocento.

## Trama
In una San Pietroburgo di fine Ottocento, Sasha, una giovane ragazza della nobiltà russa, assiste assieme ad una nutrita folla di spettatori alla partenza della nave "Davai", comandata dal nonno di Sasha, Oloukine, a cui è molto legata. Il suo scopo è di raggiungere il Polo nord e piantarvi una bandiera a simbolo del successo della missione. La nave, considerata inaffondabile, e il suo equipaggio non faranno però ritorno.
Intrappolata nelle rigide regole sociali dell'aristocrazia, la giovane Sasha, due anni dopo ormai quattordicenne, prosegue la sua vita cercando di assumere quell'atteggiamento che i genitori si aspettano da lei; tuttavia, il ritrovamento fortuito degli appunti del nonno fa emergere il lato intraprendente della ragazza. Tali scritti, infatti, indicano che tutte le missioni che si sono intraprese alla ricerca della Davai, per cui il governo russo ha promesso una ricompensa di un milione di rubli a chiunque riesca a recuperarla, sono state effettuate nella direzione sbagliata.
La sera stessa, il padre di Sasha, vedendola ormai una donna, le comunica che al suo ballo di debutto dovrà danzare con il principe Tromsky, consigliere scientifico dello zar, che nutre astio nei confronti della famiglia Tchernetsov poiché Oloukine aveva offeso suo zio. Durante il ballo Sasha chiede aiuto al principe per finanziare la sua spedizione, ma Tromsky è riluttante. La ragazza allora insiste sfociando in un atto di arroganza, la scusa che Tromsky stava aspettando per screditare la sgradita famiglia. Egli infatti abbandona la festa dicendo che non può stare in una casa dove l'uomo non riesce a esserne il padrone.
La mattina seguente il padre, saputa la notizia che la sua richiesta di essere inviato come ambasciatore a Roma è stata rifiutata a causa del comportamento di sua figlia, litiga con lei, ora che l'ultima occasione di riscatto per i Tchernetsov, dopo l'insuccesso del nonno, è sfumato.
A questo punto, Sasha decide di fuggire di casa, intenzionata a ritrovare la Davai e dopo alcuni viaggi in treno, riesce a raggiungere la costa settentrionale della Russia. Qui incontra il capitano Larson, il quale le comunica che l'unica nave che parte in quel periodo dell'anno è la sua, la Norge, e in cambio degli orecchini della giovane (regalo del nonno) le concede un viaggio per la Terra di Francesco Giuseppe. Siccome ci vuole ancora qualche tempo prima che la nave salpi, Larson dice a Sasha di attenderlo alla locanda.
Giunta alla Locanda, la ragazza scopre che il vero capitano non è Larson, il quale è solo il secondo: il vero capitano è Lund, ossia il fratello, che ha deciso di anticipare la partenza e salpa senza sapere dell'accordo preso da Larson con la giovane. Sasha si ritrova quindi senza soldi sperduta nelle regioni settentrionali, ma la proprietaria del locale, Olga, le offre ospitalità in cambio del suo lavoro. Grazie alle sue attività Sasha impara quindi a svolgere lavori manuali, cosa che le sarà fondamentale sulla Norge. La nave, infatti, come le riferisce Olga, sarebbe tornata dopo un mese e siccome Lund è un uomo austero ma d'onore, una volta saputo che il fratello ha perso gli orecchini al gioco, decide di far salire a bordo la ragazza che ha così ha infine la possibilità di raggiungere il nonno.
Vittima del pregiudizio, Sasha viene isolata sulla Norge. Le viene impedito di lavorare e viene fatta dormire nella cabina di quarantena, ma una tempesta sorprende l'equipaggio, ferendo due uomini e dunque il suo aiuto diviene un valido supporto. La giovane viene quindi trasferita nella camera assieme agli altri marinai e fa amicizia con il coetaneo Katch.
Il viaggio continua e seguendo le indicazioni di Sasha, prendendo il passaggio a ovest della Terra di Francesco Giuseppe invece che est, l'equipaggio ritrova una scialuppa di salvataggio della Davai, comprendendo di essere sulla pista giusta. Tuttavia, un incidente con un iceberg provoca l'affondamento della Norge e il ferimento del capitano Lund. A questo punto il ritrovamento della Davai non diventa più solo una missione per la ricompensa di un milione di rubli, ma un imperativo per la sopravvivenza, poiché nessuna imbarcazione passerà mai in quelle zone fino all'anno successivo e le scorte di cibo stanno finendo.
I marinai devono quindi proseguire a piedi, questa volta comandati da Larson dato che il fratello è rimasto ferito, ma il tragitto si rivela impervio e cominciano a nascere malumori e conflitti dovuti alla paura per la morte e alla scarsità del cibo. La situazione si fa critica quando, superata una collina di ghiaccio, la Davai non si trova, nonostante Sasha fosse certa della sua posizione. A questo punto, persino Katch si scaglia contro di lei addossandole tutte le colpe. Sasha a questo punto scappa e si allontana dall'accampamento, ma viene sorpresa da una tormenta e perde la strada.
In mezzo alla bufera, però, s'imbatte del corpo congelato del nonno Oloukine e ritrova a fianco il diario di quest'ultimo, dedicato proprio a lei. Nel frattempo gli uomini della Norge si sono messi in moto per cercarla, ma è grazie all'husky di Katch che il ragazzo riesce a ritrovarla, sotto un cumulo di neve. La giovane non respira, così il mozzo le pratica la respirazione bocca a bocca riuscendo a rianimarla. I guai non sono ancora finiti però, e infatti i due giovani vengono presto attaccati da un orso bianco dall'atteggiamento assai aggressivo. Quando l'animale sta per assalirli, i marinai li raggiungono e abbattono il predatore, riappacificandosi con la ragazza e fra loro, adesso che hanno una nuova fonte di cibo.
Con l'umore di tutti migliorato, Sasha si dedica alla lettura del diario del nonno, grazie al quale scopre che egli era stato abbandonato dall'equipaggio (fuggito con la scialuppa ritrovata prima), decidendo comunque di portare avanti l'opera. L'anziano esploratore riesce nell'impresa e pianta una piccola bandierina proprio nel punto preciso del Polo nord, ma ormai allo stremo delle forze, si stringe le ginocchia al petto e, godendosi la vista del sole, attende la sua fine, nella posizione in cui lo ritrova la nipote. Oltre alla storia personale di Oloukine, Sasha riesce a trovare, nelle pagine, altresì le coordinate di dove è situata la Davai.
Con rinnovato entusiasmo, il gruppo si avvia verso il punto indicato dalla giovane. Giunti a destinazione, dovranno però affrontare un'ultima delusione: la nave rompighiaccio, infatti, non c'è. Sasha però intuisce che l'imbarcazione si potrebbe essere spostata per via della deriva dei ghiacci e facendo un calcolo matematico riesce infine a individuarla. Finalmente, l'equipaggio può tornare a casa con la Davai, capitanata stavolta da Larson con il fratello maggiore che lo istruisce su come fare.
Durante i titoli di coda si può vedere l'epilogo tramite una serie di immagini fisse: la ciurma fa prima tappa da Olga, per poi dirigersi verso il porto di San Pietroburgo, dove il principe Tromsky viene screditato e Sasha si riappacifica con il padre. La ragazza, dopo l'abbraccio con il genitore, si volta verso i suoi compagni e l'ultima immagine mostra quest'ultimi sorridenti a bordo della Davai. Al termine dei titoli, infine, si vede la bandierina piantata da Oloukine che viene soffiata via dal vento artico.